# 羅曼·斯克利亞爾
羅曼·瓦西里耶維奇·斯克利亞爾（俄语：Роман Васильевич Скляр，發音：[ɾɐˈman vasʲiˈlʲevʲitɕ sklʲɐɾ]；1971年5月8日—）是一位哈薩克斯坦政治人物。他曾經在2019年2月25日至9月18日期間擔任該國工業和基礎設施發展部部長。於2022年1月11日擔任第一副總理一職，在2024年2月5日至6日曾短暂担任代理哈萨克斯坦总理。

## 早年生活
斯克利亞爾在1971年5月8日於蘇聯哈薩克蘇維埃社會主義共和國（現哈薩克斯坦）巴甫洛達爾州巴甫洛達爾出生，大學時期曾經在巴甫洛達爾國立大學、莫斯科現代商業學院（Московский институт современного бизнеса）以及哈薩克法律與國際關係學院（Казахский институт правоведения и международных отношений）分別獲得土木工程、經濟和法律學士學位。

## 仕途
斯克利亞爾於1989年入職「埃基巴斯圖茲煤炭自動化」（Экибастузуглеавтоматика）安裝與設置管理公司從事裝配員，其後在同年轉職至「哈薩克天然氣技術組裝」（Казпромтехмонтаж）製造和裝配管理公司下屬埃基巴斯圖茲切割與工程分部繼續擔任裝配員。後來他又於翌年在蘇聯和西德合資公司從事安全工程師，並於同年再次轉職至「安薩特-巴甫洛達爾」（Ансат-Павлодар）有限責任合伙公司先後出任商務部門負責人、副總裁以及總裁等職位。1999年至2002年期間，斯克利亞爾轉往安寧（Тыныс）有限責任合伙公司擔任總裁一職。
2002年，斯克利亞爾進入巴甫洛達爾州財政廳出任破產欠債人工作委員會管理部門主任，隨後在翌年擔任巴甫洛達爾市公共資產部門副主任，並於2005年起先後出任巴甫洛達爾州州長辦公室首席督察員、巴甫洛達爾市市長辦公室主任和副市長等職位。2006年，斯克利亞爾獲調往首都阿斯塔納（今努爾蘇丹）市長辦公室擔任基礎設施發展部門主任，並在翌年轉任市政府下屬能源與公共服務部門主任。後來他又於2008年10月獲調回巴甫洛達爾州出任副州長一職，其後更在2010年11月升任至第一副州長。
2011年5月，斯克利亞爾進入中央政府擔任交通和通訊部副部長，三年後獲調往哈薩克斯坦國家鐵路股份公司出任副總裁長達兩年。2016年3月至5月期間，他曾經短暫成為馬日利斯第六屆議會議員以及下屬經濟改革與區域發展委員會主席，卸下議員職務之後便於同年5月獲委任為國家財政部副部長。2016年12月，斯克利亞爾改任投資和發展部副部長，並在一年多後晉升至第一副部長。
2019年2月25日，哈薩克斯坦首任總統努爾蘇丹·納扎爾巴耶夫簽署第853號總統令，正式任命斯克利亞爾為工業和基礎設施發展部部長，斯克利亞爾任職不到七個月後便獲第二任總統卡瑟姆若馬爾特·托卡耶夫於同年9月18日任命為副總理。2020年5月27日，托卡耶夫總統簽署第340號總統令，決定成立總統直屬國家經濟增長恢復委員會並委任斯克利亞爾為成員之一。
2024年2月5日，总统托卡耶夫签署总统令，批准由阿里汗·斯邁洛夫领导的政府辞职。在政府辞职后，总理一职由斯克利亞爾代理。

## 榮譽
以下是斯克里亞爾曾經獲得的獎章：
- 2008年：阿斯塔納10週年（Астананың 10 жылдығы）紀念獎章
- 2010年：庫爾梅特獎章
- 2011年：哈薩克斯坦共和國獨立20週年（Қазақстан Республикасының тәуелсіздігіне 20 жыл）紀念獎章
- 2017年：帕拉薩特獎章